# Luis González de Albelda y Cayro
Luis Carlos González de Albelda y Cayro, primer marquès del Cairo, (Moorcelle, Països Baixos, 28 de maig de 1686 – Pamplona, Navarra, 30 de setembre de 1765) va ser un militar espanyol, tinent general dels Reials Exèrcits, capità general de Mallorca durant el regnat de Ferran VI d'Espanya.
Pertanyia a una família espanyola assentada a Flandes des del segle xvi i que destacà en la milícia. Era baró d'Albelda, senyor de Ranebeque, Vallestrade i Galgebeelt, comanador de Zieza. Estava casat amb Catalina María Peregrina de Giudize y de la Sierra, filla d'una dama de la reina Isabel Farnese. Ingressà a l'exèrcit en 1707 i en 1719 fou ajudant de la Guàrdia valona. En 1732 fou nomenat capità de les guàrdies i cavaller de l'Orde de Sant Jaume, i en 1733 fou ascendit a brigadier i nomenat inspector de cavalleria de Castella, Extremadura i Andalusia. En 1740 ascendí a mariscal de camp i se li fou concedit el títol de marquès del Cairo.
En 1742 fou nomenat comandant general interí i president de la Reial Audiència d'Aragó i en 1747 ascendí a tinent general. De 1752 a 1761 fou capità general de Mallorca, president de la Reial Audiència de Mallorca i jutge privatiu de la Renda Reial del Tabac. El maig de 1761 fou nomenat virrei de Navarra, càrrec que va ocupar fins a la seva mort el setembre de 1765.